# Rio Lucio
Rio Lucio és una concentració de població designada pel cens dels Estats Units a l'estat de Nou Mèxic. Segons el cens del 2000 tenia 379 habitants.

## Demografia
Segons el cens del 2000, Rio Lucio tenia 379 habitants, 146 habitatges, i 115 famílies. La densitat de població era de 136,8 habitants per km².
Dels 146 habitatges en un 36,3% hi vivien nens de menys de 18 anys, en un 50% hi vivien parelles casades, en un 21,9% dones solteres, i en un 21,2% no eren unitats familiars. En el 20,5% dels habitatges hi vivien persones soles el 8,9% de les quals corresponia a persones de 65 anys o més que vivien soles. El nombre mitjà de persones vivint en cada habitatge era de 2,6 i el nombre mitjà de persones que vivien en cada família era de 2,94.
Per edats la població es repartia de la següent manera: un 26,6% tenia menys de 18 anys, un 7,7% entre 18 i 24, un 26,1% entre 25 i 44, un 24,8% de 45 a 60 i un 14,8% 65 anys o més.
L'edat mediana era de 38 anys. Per cada 100 dones de 18 o més anys hi havia 93,1 homes.
La renda mediana per habitatge era de 24.107 $ i la renda mediana per família de 22.292 $. Els homes tenien una renda mediana de 23.393 $ mentre que les dones 20.375 $. La renda per capita de la població era d'11.827 $. Aproximadament el 17,9% de les famílies i el 21,7% de la població estaven per davall del llindar de pobresa.

## Poblacions més properes
El següent diagrama mostra les poblacions més properes.